# Ɀ
Ɀ, ɀ (Z с волнистым хвостиком) — буква расширенной латиницы. Использовалась некоторыми африканистами для записи языка шона с 1932 по 1955 годы. Происходит от формы Z с росчерком.

## Использование
Буква ɀ была введена в орфографии южноафриканского лингвиста Клемента Мартина Дока для языке шона, использовалась с 1932 по 1955 годы, после чего была заменена на диграф zv. 
Эта буква также использовалась в диалекте ндау.
Символ ɀ иногда используется африканистами в некоторых фонетических транскрипциях для записи лабиализованного звонкого альвеолярного сибилянта, обозначаемого в МФА как [zʷ].